# گندودرخت سفید ناتال
گَندودرخت سفید ناتال (انگلیسی: Celtis mildbraedii) یک گونه از درختان جنگلی از خانواده شاهدانگان است. این درخت پیشتر در تیره نارونیان جای داده شده بود.
این درختان در مناطق محدودی از آفریقای جنوبی، موزامبیک و زیمبابوه می‌رویند. همچنین در مناطق جنگلی از غرب آفریقا تا سودان، جمهوری دموکراتیک کنگو، آنگولا و تانزانیا یافت می‌شوند. این گونه در آفریقای استوایی بیشتر از آفریقای جنوبی است.